# Championnats d'Europe de taekwondo 1984
Navigation
Édition précédente Édition suivante
Les championnats d'Europe de taekwondo 1984 ont été organisés du 26 au 28 octobre 1984 à Stuttgart, en Allemagne. Il s'agissait de la cinquième édition des championnats d'Europe de taekwondo.